# 中山路民国建筑群
中山路民国建筑群，位于中国广东省东莞市石龙镇中山路，为东莞市的一个市级文物保护单位，类型为近现代重要史迹及代表性建筑，公布时间为2004年1月8日。
中山路民国建筑群的历史年代为民国。